# Point Nepean
Point Nepean är en udde i Australien. Den ligger i delstaten Victoria, omkring 61 kilometer sydväst om delstatshuvudstaden Melbourne.
Närmaste större samhälle är Rye, omkring 16 kilometer sydost om Point Nepean. 
Genomsnittlig årsnederbörd är 939 millimeter. Den regnigaste månaden är juni, med i genomsnitt 128 mm nederbörd, och den torraste är januari, med 44 mm nederbörd.